# Gare de Milly-sur-Thérain
La gare de Milly-sur-Thérain est une gare ferroviaire française de la ligne d'Épinay - Villetaneuse au Tréport - Mers, située sur le territoire de la commune de Milly-sur-Thérain dans le département de l'Oise, en région Hauts-de-France.
C'est une gare de la Société nationale des chemins de fer français (SNCF) desservie par des trains TER Hauts-de-France.

## Situation ferroviaire
Établie à 85 m d'altitude, la gare de Milly-sur-Thérain est située au point kilométrique (PK) 91,165 de la ligne d'Épinay - Villetaneuse au Tréport - Mers, entre les gares d'Herchies et de Saint-Omer-en-Chaussée. C'était une gare d'échange avec la ligne à voie métrique de Milly-sur-Thérain à Formerie.

## Histoire

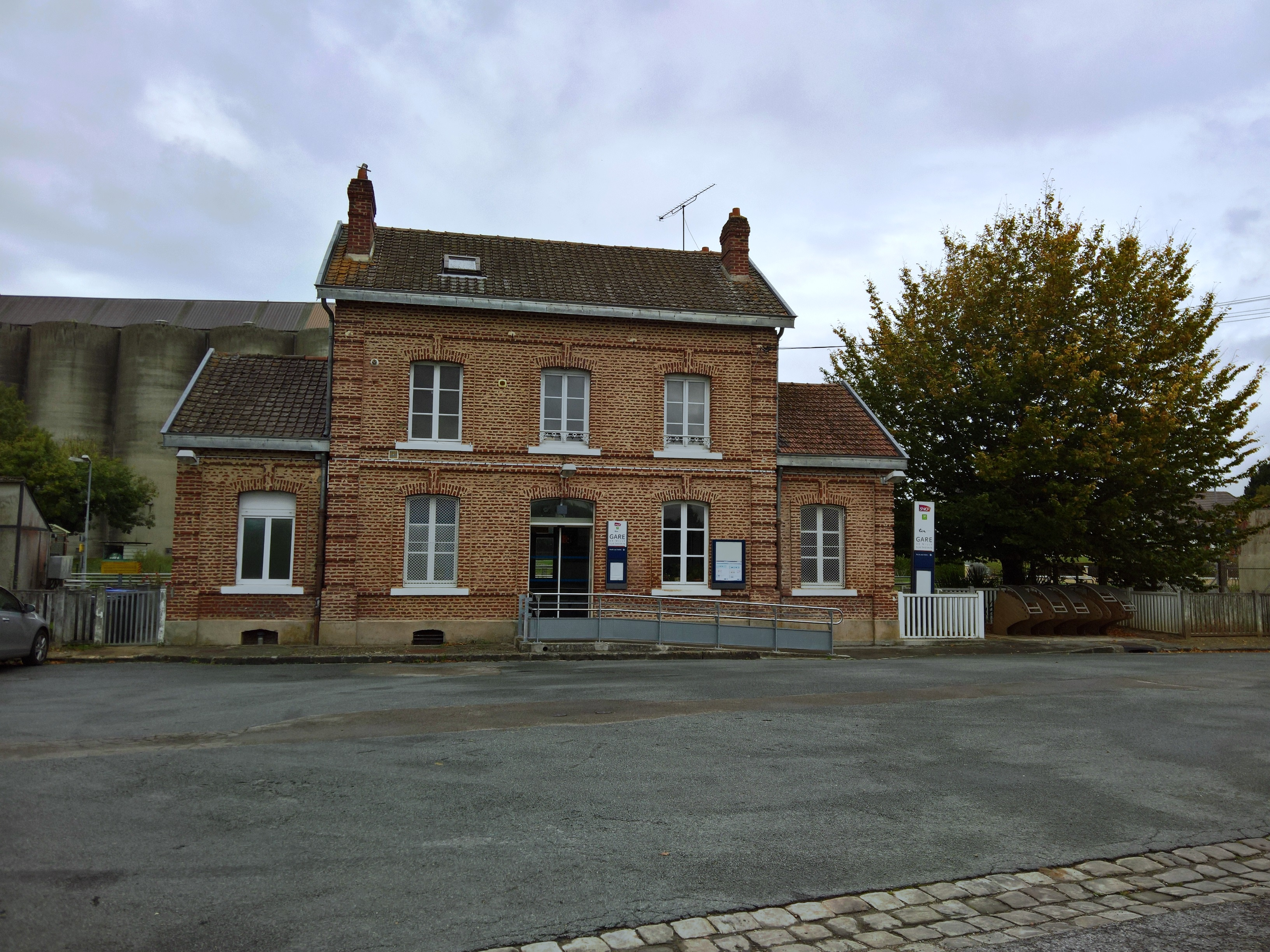
Façade de la gare, côté cour de la gare, en 2017, avec sa rampe d'accessibilité.

Elle offrait autrefois une correspondance avec une ligne d'intérêt local et à voie métrique en direction de Formerie par la vallée du Thérain. 
Cette ligne, ouverte le 22 octobre 1894, ferma à tout trafic le 31 décembre 1935.
Dans le cadre du chantier de modernisation de la ligne entre Beauvais et Abancourt, la gare est rendue accessible en 2009 aux personnes à mobilité réduite.

## Fréquentation
De 2015 à 2022, selon les estimations de la SNCF, la fréquentation annuelle de la gare s'élève aux nombres indiqués dans le tableau ci-dessous.
| Année     | 2015  | 2016  | 2017  | 2018  | 2019  | 2020  | 2021  | 2022  |
| --------- | ----- | ----- | ----- | ----- | ----- | ----- | ----- | ----- |
| Voyageurs | 8 988 | 7 829 | 7 719 | 7 516 | 5 878 | 4 098 | 4 557 | 9 119 |

## Service des voyageurs

### Accueil
Halte SNCF, c'est un point d'arrêt non géré (PANG) à accès libre. Son bâtiment voyageurs dispose néanmoins d'une salle d'attente, il est ouvert tous les jours.

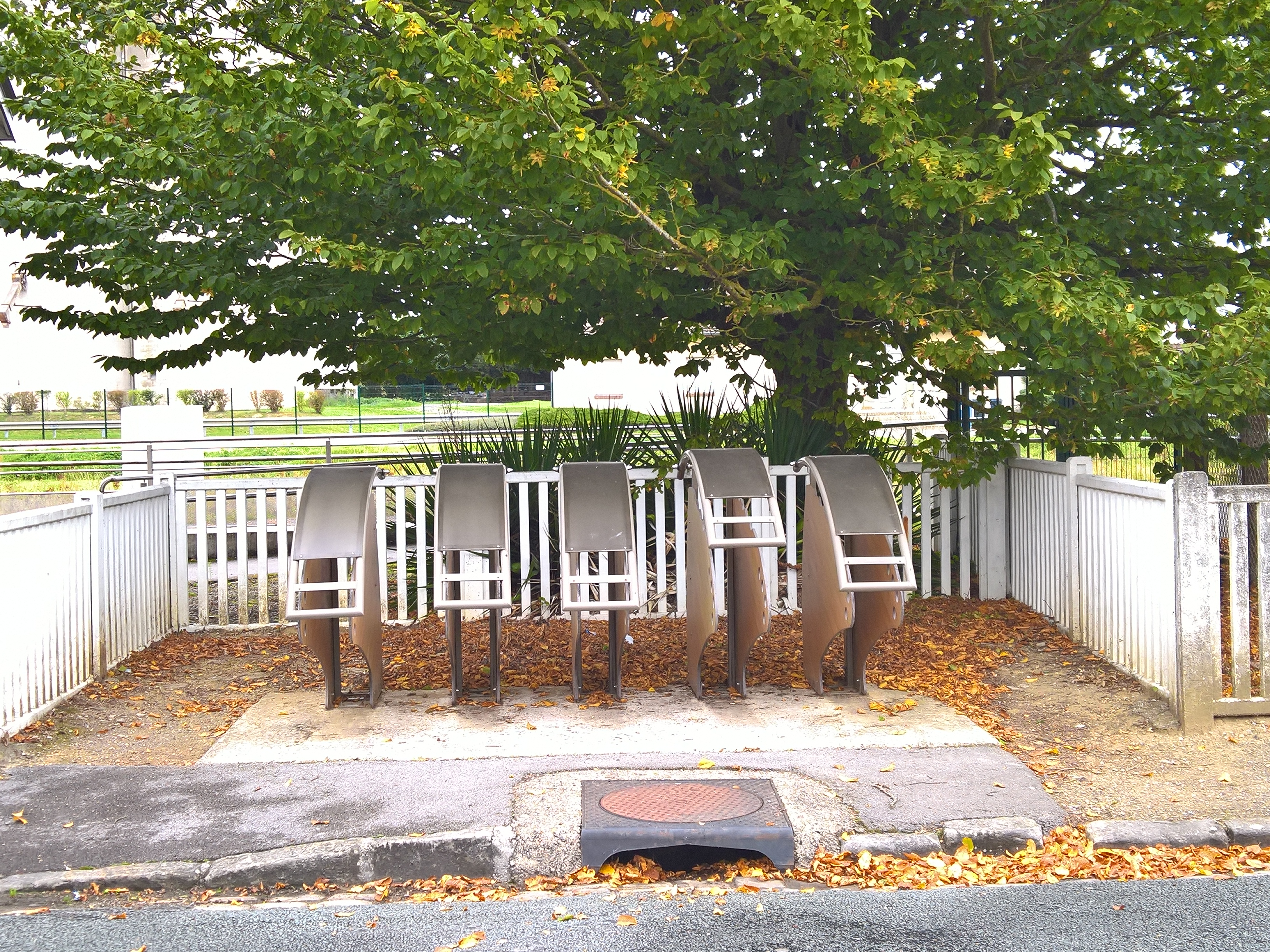
Abris sécurisés à vélos.

### Desserte
Milly-sur-Thérain est desservie par des trains TER Hauts-de-France qui effectuent des missions entre les gares de Beauvais, ou d'Abancourt, et du Tréport - Mers.

### Intermodalité
Le stationnement de véhicules est possible sur la cour de la gare, ainsi que le stationnement sécurisé des vélos. Un arrêt d'autocars permet la correspondance avec les lignes 612 et 6104 du réseau interurbain de l'Oise. La gare est également desservie par la ligne à vocation scolaire 514 et le service de transport à la demande Corolis à la demande - Zone Centre (ligne 509) du réseau Corolis.

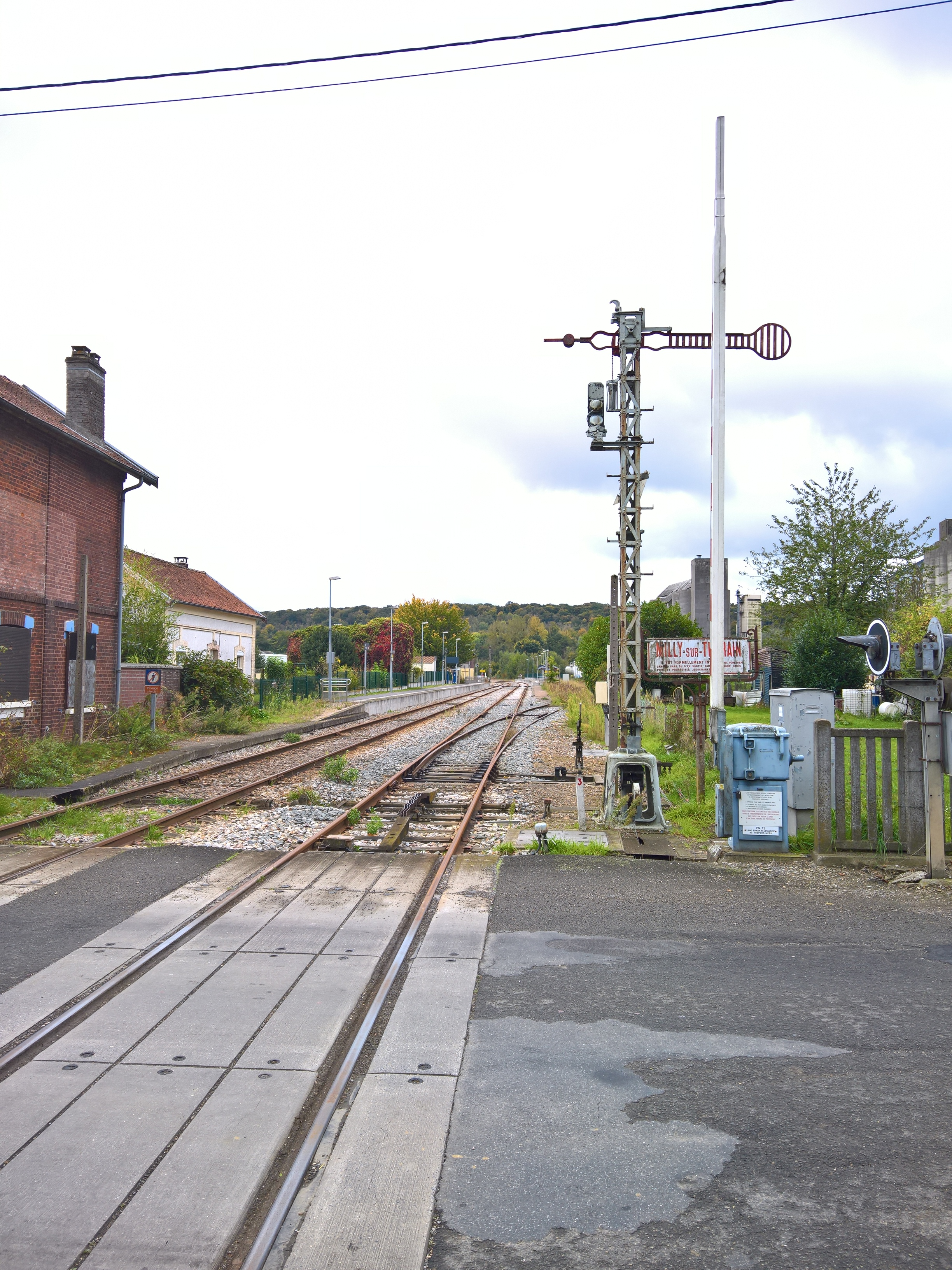
Plan des voies depuis le passage à niveau en 2017.
Les voies principales sont à gauche et au centre. La voie de droite est celle de l'embranchement particulier
Noter le sémaphore de la signalisation par block manuel.

## Installations marchandises
La gare disposait d'une cour et d'une halle à marchandises, qui ne sont plus connectées aux voies ferrées, et sont utilisées en 2017 par le cidrier local.
Un embranchement particulier semblant inutilisé en 2017 dessert des silos à céréales.

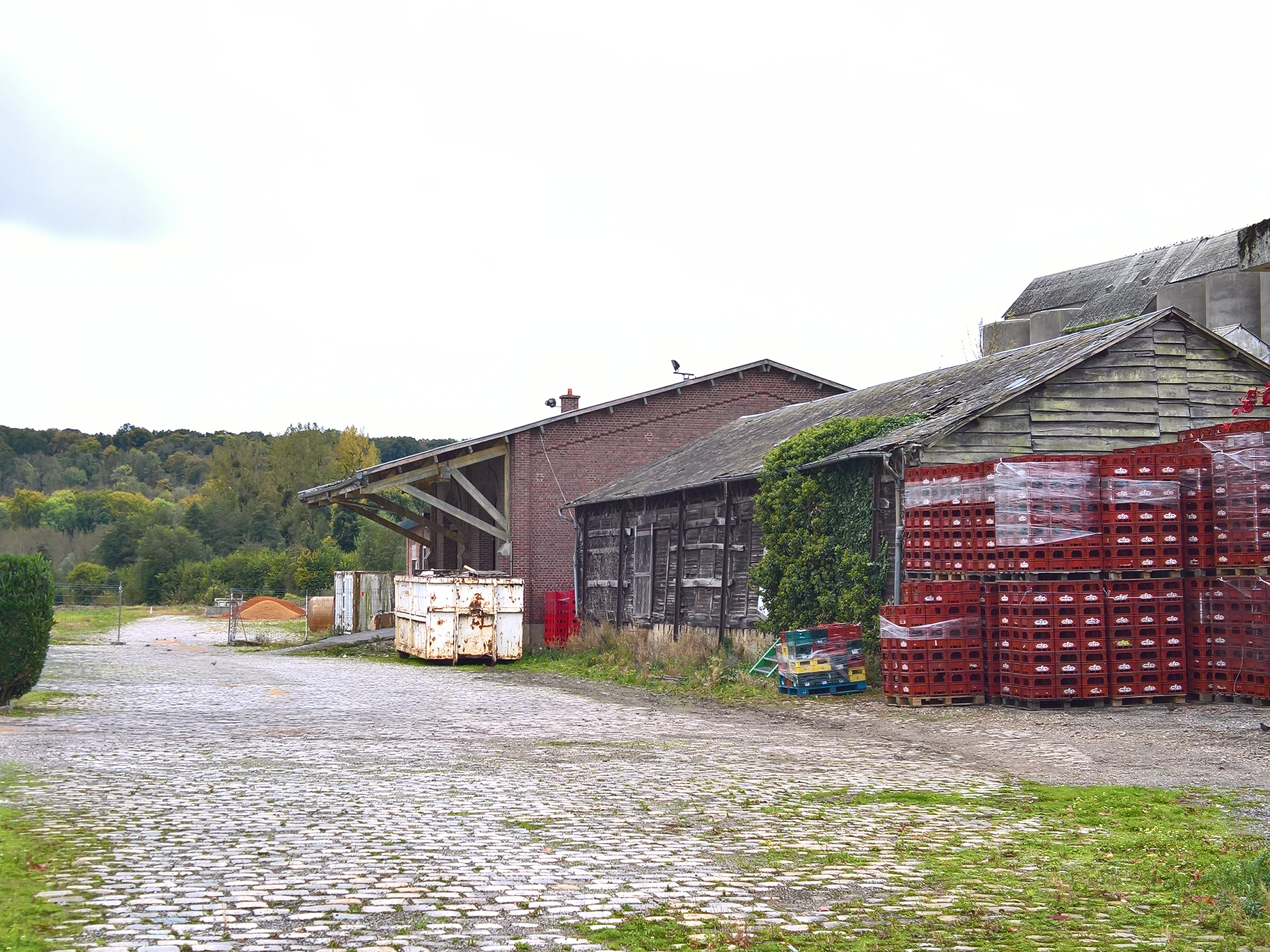
L'ancienne cour à marchandises en 2017